# Liste der Beiträge für den besten fremdsprachigen Film für die Oscarverleihung 1973
Die folgenden 22 Filme, alle aus verschiedenen Ländern, waren Vorschläge in der Kategorie bester fremdsprachiger Film für die Oscarverleihung 1973. Die hervorgehobenen Titel waren die fünf letztendlich nominierten Filme, welche aus Frankreich, Israel, Schweden, Spanien und der Sowjetunion stammen.
Zum ersten Mal wurde ein Beitrag aus Kuwait eingereicht.

## Beiträge
| Land           | Deutscher Verleihtitel                      | Sprache(n)                       | Originaltitel                            | Regisseur(e)                     | Ergebnis        |
| -------------- | ------------------------------------------- | -------------------------------- | ---------------------------------------- | -------------------------------- | --------------- |
| Ägypten        | Zawgaty Wal Kalb                            | Arabisch                         | زوجتي و الكلب (Zawgaty Wal Kalb)         | Said Marzouk                     | Nicht nominiert |
| Belgien        | Les tueurs fous                             | Französisch                      | Les tueurs fous                          | Boris Szulzinger                 | Nicht nominiert |
| Brasilien      | Wie gut schmeckt doch mein kleiner Franzose | Portugiesisch, Französisch, Tupí | Como Era Gostoso o Meu Francês           | Nelson Pereira dos Santos        | Nicht nominiert |
| Bulgarien      | Das Ziegenhorn                              | Bulgarisch                       | Козият рог (Kosijat rog)                 | Metodi Andonow                   | Nicht nominiert |
| Dänemark       | Man sku være noget ved musikken             | Dänisch                          | Man sku være noget ved musikken          | Henning Carlsen                  | Nicht nominiert |
| BR Deutschland | Trotta                                      | Deutsch                          | Trotta                                   | Johannes Schaaf                  | Nicht nominiert |
| Frankreich     | Der diskrete Charme der Bourgeoisie         | Französisch, Spanisch            | Le Charme discret de la bourgeoisie      | Luis Buñuel                      | Gewonnen        |
| Indien         | Uphaar                                      | Hindi                            | उपहार (Uphaar)                            | Sudhendu Roy                     | Nicht nominiert |
| Israel         | Ani Ohev Otach Rosa                         | Hebräisch                        | אני אוהב אותך רוזה (Ani Ohev Otach Rosa) | Moshé Mizrahi                    | Nominiert       |
| Italien        | Fellinis Roma                               | Italienisch                      | Roma                                     | Federico Fellini                 | Nicht nominiert |
| Japan          | Unter dem Banner der aufgehenden Sonne      | Japanisch                        | 軍旗はためく下に (gunki hatameku motoni) | Kinji Fukasaku                   | Nicht nominiert |
| Jugoslawien    | Der Meister und Margarita                   | Serbokroatisch                   | Majstor i Margarita                      | Aleksandar Petrović              | Nicht nominiert |
| Kanada         | La Vraie nature de Bernadette               | Französisch                      | La Vraie nature de Bernadette            | Gilles Carle                     | Nicht nominiert |
| Kuwait         | Die grausame See                            | Arabisch                         | فيلم بس يابحر (Bas ya Bahar)             | Khalid Al Siddiq                 | Nicht nominiert |
| Peru           | Espejismo                                   | Spanisch                         | Espejismo                                | Armando Robles Godoy             | Nicht nominiert |
| Polen          | Eine Perle in der Krone                     | Polnisch                         | Perla w koronie                          | Kazimierz Kutz                   | Nicht nominiert |
| Schweden       | Das neue Land                               | Schwedisch                       | Nybyggarna                               | Jan Troell                       | Nominiert       |
| Schweiz        | Der Salamander                              | Französisch                      | La Salamandre                            | Alain Tanner                     | Nicht nominiert |
| Sowjetunion    | Im Morgengrauen ist es noch still           | Russisch                         | А зори здесь тихие (A sori sdes tichije) | Stanislaw Iossifowitsch Rostozki | Nominiert       |
| Spanien        | Mein geliebtes Fräulein                     | Spanisch                         | Mi querida señorita                      | Jaime de Armiñán                 | Nominiert       |
| Taiwan         | Qiu Jue                                     | Mandarin                         | 秋決 (Qiu Jue)                           | Li Hsing                         | Nicht nominiert |
| Ungarn         | Gegenwart                                   | Ungarisch                        | Jelenidő                                 | Péter Bacsó                      | Nicht nominiert |